# Châtenois (Vosges)
Pour les articles homonymes, voir Châtenois.
Châtenois est une commune française située dans le département des Vosges, en Lorraine, dans la région administrative Grand Est.
Ses habitants sont appelés les Castiniens.

## Géographie

### Localisation
La commune est située dans l'Ouest des Vosges à 14 km de Neufchâteau (qui partage la communauté de communes de l'Ouest Vosgien, et est une sous préfecture), à 19 km de Contrexéville (ville thermale), 58 km d'Epinal (préfecture) et à 66 km de Nancy.

### Géologie et relief
La commune se compose de 188,91 hectares de territoires artificialisés (10,72 %), 897,62 hectares de territoires agricoles (50,91 %) et 676,15 hectares de forêts et milieux semi-naturels (38,35 %).
Espaces naturels :
- Quatre zones naturelles d'intérêt écologique, faunistique et floristique (Znieff) :  Vôge et Bassigny :

Héronnière de Repeubois à Châtenois.
Pays de Neufchâteau.
Forêt de Neufeys et gîtes à chiroptères à Vouxey.
Vergers et prairies de Rouvres-la-Chétive, Châtenois et Viocourt.
- Sites bioarchéologiques : Rémouilleux (le), extension[7].

Hydrogéologie et climatologie : Système d’information pour la gestion des eaux souterraines du bassin Rhin-Meuse :
Territoire communal : Occupation du sol (Corinne Land Cover); Cours d'eau (BD Carthage),
Géologie : Carte géologique; Coupes géologiques et techniques,
 Hydrogéologie : Masses d'eau souterraine; BD Lisa; Cartes piézométriques.

### Climat
Pour des articles plus généraux, voir Climat du Grand Est et Climat des Vosges.
En 2010, le climat de la commune est de type climat de montagne, selon une étude du Centre national de la recherche scientifique s'appuyant sur une série de données couvrant la période 1971-2000. En 2020, Météo-France publie une typologie des climats de la France métropolitaine dans laquelle la commune est exposée à un climat océanique altéré et est dans la région climatique  Lorraine, plateau de Langres, Morvan, caractérisée par un hiver rude (1,5 °C), des vents modérés et des brouillards fréquents en automne et hiver. 
Pour la période 1971-2000, la température annuelle moyenne est de 9,4 °C, avec une amplitude thermique annuelle de 16,8 °C. Le cumul annuel moyen de précipitations est de 967 mm, avec 13,2 jours de précipitations en janvier et 9,3 jours en juillet. Pour la période 1991-2020, la température moyenne annuelle observée sur la station météorologique de Météo-France la plus proche, « Rollainville », sur la commune de Rollainville à 10 km à vol d'oiseau, est de 10,3 °C et le cumul annuel moyen de précipitations est de 860,3 mm. 
La température maximale relevée sur cette station est de 39,6 °C, atteinte le 25 juillet 2019 ; la température minimale est de −18,2 °C, atteinte le 20 décembre 2009,,. 
Les paramètres climatiques de la commune ont été estimés pour le milieu du siècle (2041-2070) selon différents scénarios d'émission de gaz à effet de serre à partir des nouvelles projections climatiques de référence DRIAS-2020. Ils sont consultables sur un site dédié publié par Météo-France en novembre 2022.

### Voies de communications et transports

#### Voies routières
- D166 vers Rouvres-la-Chétive, La Neuveville-sous-Châtenois.
- D16 vers Longchamps-sous-Châtenois.
- D27 vers Courcelles-sous-Châtenois.

#### Transports en commun

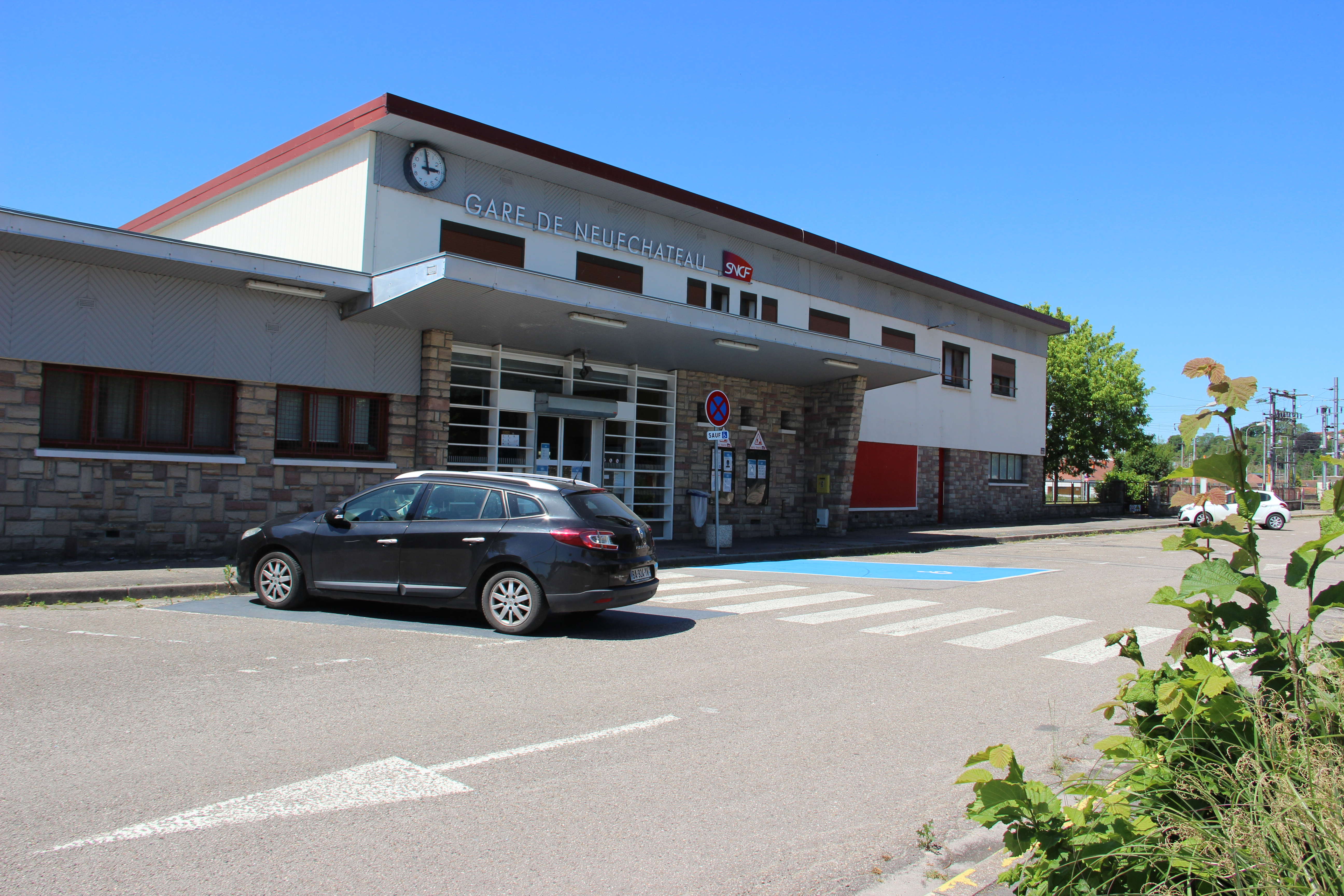
Gare de Neufchâteau.

- Fluo Grand Est.

##### SNCF
- Gare de Neufchâteau,
- Gare de Vittel,
- Gare de Contrexéville,
- Gare de Mirecourt,
- Gare d'Hymont - Mattaincourt.

### Intercommunalité
Commune membre de la Communauté de communes de l'Ouest Vosgien.

### Communes limitrophes
Les communes limitrophes sont Houécourt, Longchamp-sous-Châtenois, La Neuveville-sous-Châtenois, Rouvres-la-Chétive, Viocourt, Vouxey, Balléville, Courcelles-sous-Châtenois, Darney-aux-Chênes et Dolaincourt.

### Hydrographie et les eaux souterraines
La commune est située dans le bassin versant de la Meuse au sein du bassin Rhin-Meuse. Elle est drainée par le Vair, le ruisseau de Bassompre, le ruisseau des Aulnes, le ruisseau la Sermone, le ruisseau du Bois Jacquet et le ruisseau le Neuilly,.
Le Vair, d'une longueur totale de 65,3 km, prend sa source dans la commune de Dombrot-le-Sec et se jette  dans la Meuse à Maxey-sur-Meuse, en limite avec Greux, après avoir traversé 23 communes.

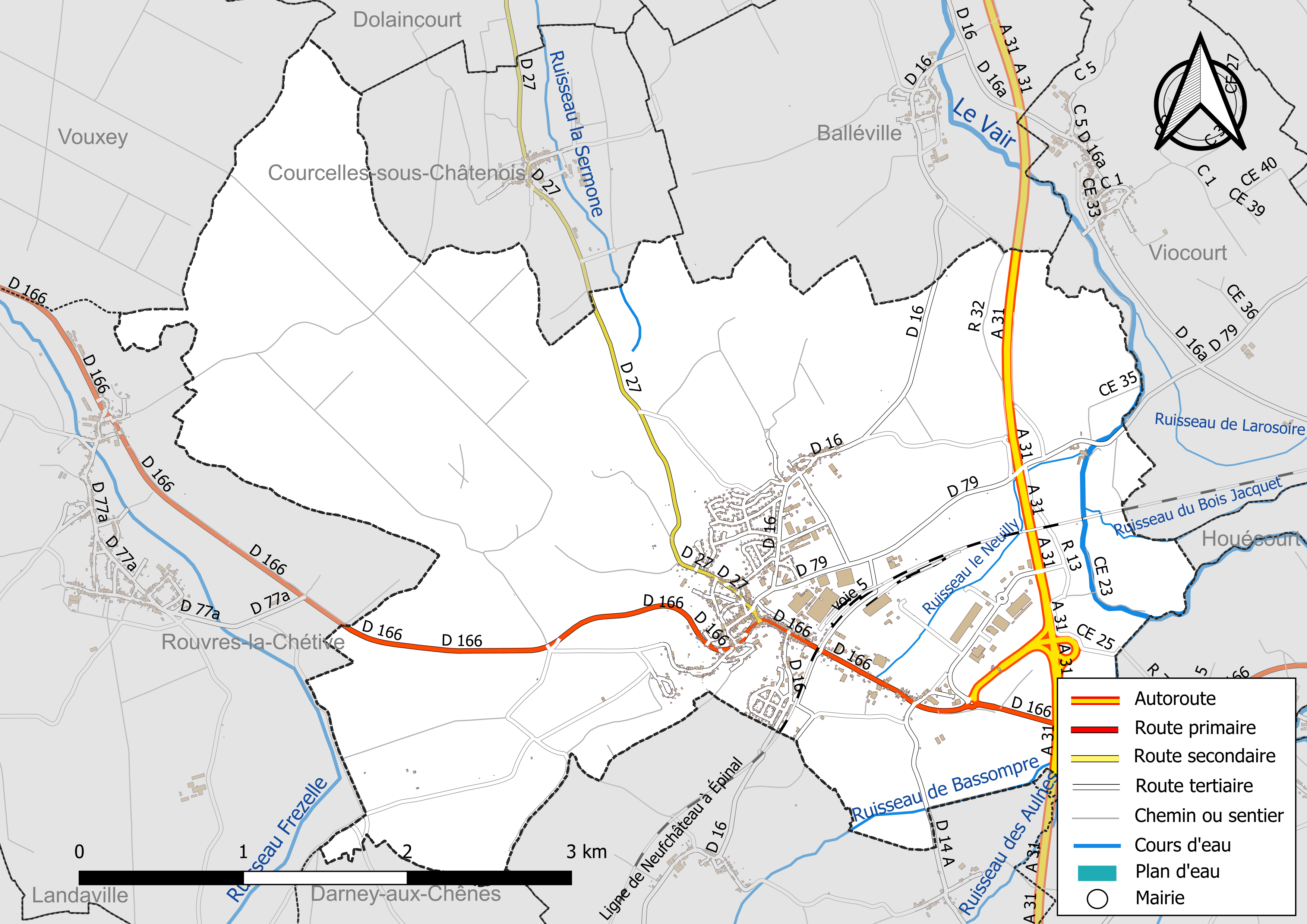
Réseaux hydrographique et routier de Châtenois.

## Urbanisme

### Typologie
Au 1er janvier 2024, Châtenois est catégorisée bourg rural, selon la nouvelle grille communale de densité à sept niveaux définie par l'Insee en 2022.
Elle est située hors unité urbaine. Par ailleurs la commune fait partie de l'aire d'attraction de Neufchâteau, dont elle est une commune de la couronne,. Cette aire, qui regroupe 72 communes, est catégorisée dans les aires de moins de 50 000 habitants,.

### Occupation des sols
L'occupation des sols de la commune, telle qu'elle ressort de la base de données européenne d’occupation biophysique des sols Corine Land Cover (CLC), est marquée par l'importance des territoires agricoles (51,1 % en 2018), en diminution par rapport à 1990 (52,5 %). La répartition détaillée en 2018 est la suivante : 
prairies (38,6 %), forêts (38,1 %), zones urbanisées (6,9 %), terres arables (6,1 %), cultures permanentes (4,7 %), zones industrielles ou commerciales et réseaux de communication (3,8 %), zones agricoles hétérogènes (1,7 %). L'évolution de l’occupation des sols de la commune et de ses infrastructures peut être observée sur les différentes représentations cartographiques du territoire : la carte de Cassini (XVIIIe siècle), la carte d'état-major (1820-1866) et les cartes ou photos aériennes de l'IGN pour la période actuelle (1950 à aujourd'hui).

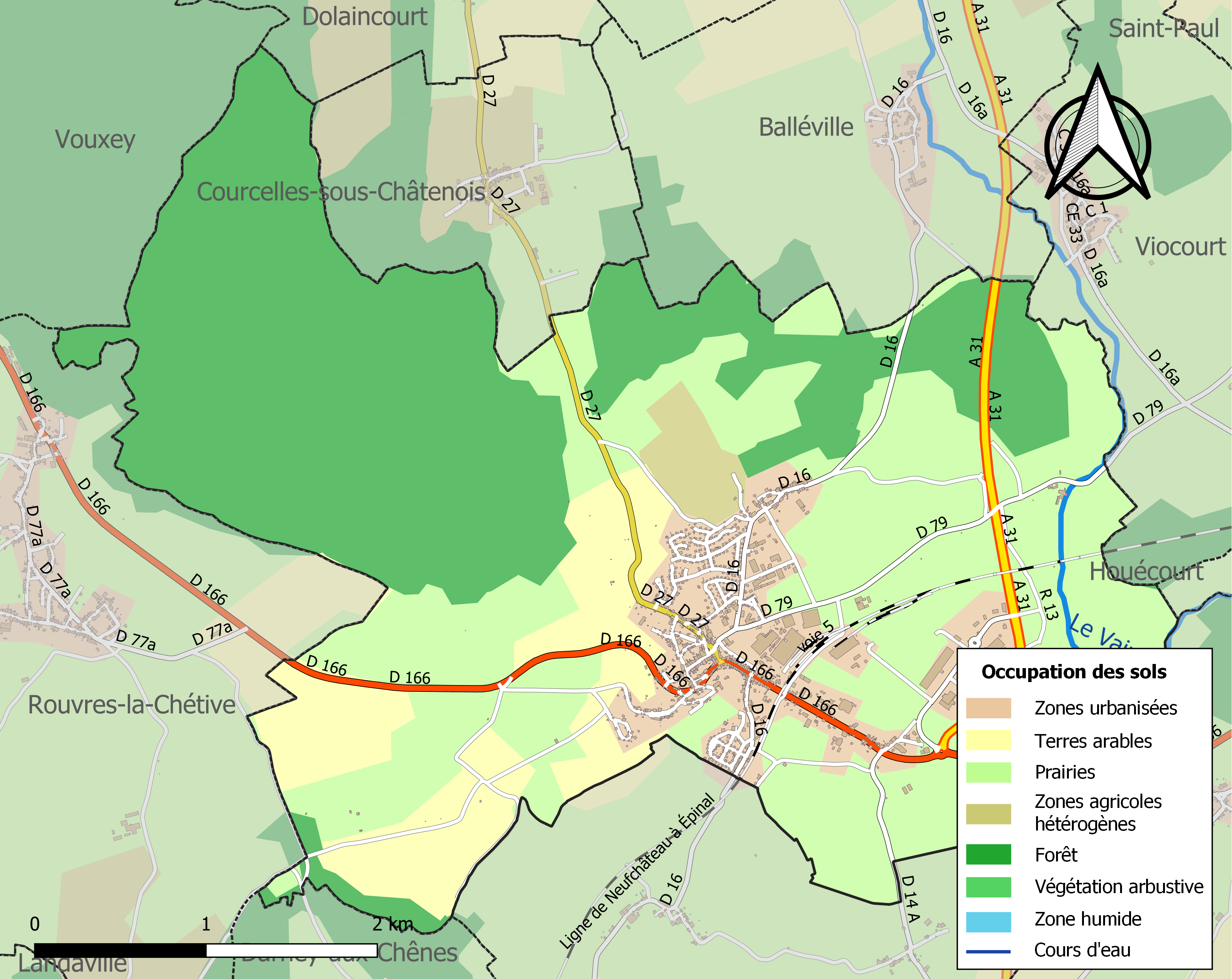
Carte des infrastructures et de l'occupation des sols de la commune en 2018 (CLC).

## Toponymie
Le nom de la localité est attesté sous les formes R. de Castiniaco (971) ; R. de Castineto (1065) ; Casteneium (XIe siècle) ; O. de Castanedo (avant 1111) ; H. de Castanei (1122) ; B. de Casteneto (1148) ; Chestenedum (1166) ; Castinio (1179) ; Castene (XIe ou XIIe siècle) ; Sub Chastineio (1215) ; Chatenoi (1219) ; Chastenoi (1220) ; Chastenoy (1280) ; Chaistenoy (1285) ; De Chasteneio (1296) ; Chastenay (1311) ; Chaistenai (1341) ; Chastenot (1418) ; Chastenoys (1583) ; Châtenois-le-Breuil (1751) ; Châtenoy (1753).

Le bas latin Castanetum « bois de châtaigniers » a été francisé en Châtenois, nom de même sens,.

## Histoire
L’origine latine du nom Châtenois, Castinetum, qui signifie châtaignier, témoigne de l’existence de la ville à l’époque gallo-romaine.
Châtenois fut une place forte dès le XIe siècle. Gérard d'Alsace en fit la première capitale du duché de Lorraine en 1048. Châtenois était alors un landgraviat. Quand ses successeurs eurent fait de Nancy leur capitale, ils n'oublièrent pas leur ancienne résidence. Ils firent de Châtenois, au XIIe siècle, le siège d'une prévôté très importante, de laquelle dépendait Neufchâteau même. Ils y revinrent de temps en temps comme le prouvent les ordonnances publiées dans ce lieu.
Deux habitants ont été admis parmi les 4 281 Justes parmi les nations de France pour avoir sauvé des personnes juives persécutées par le régime nazi et le gouvernement de Vichy : Émile Delavenna et Henriette Delavenna.

## Politique et administration

### Liste des maires
| Période                                  | Période   | Identité              | Étiquette    | Qualité |
| ---------------------------------------- | --------- | --------------------- | ------------ | --- |
| Les données manquantes sont à compléter. |           |                       |              | |
| 1904                                     | 1908      | Eugène Aymé           | Nationaliste | Médecin Conseiller général du canton de Châtenois (1904-1908)                                                                             |
| 1919                                     | 1931      | Léon Antoine          | Rad.         | Négociant Conseiller général du canton de Châtenois (1925-1928)                                                                           |
| Les données manquantes sont à compléter. |           |                       |              | |
| 1959                                     | 1993      | Jean Virot            | RI puis RPR  | Pharmacien Conseiller général du canton de Châtenois (1961-1993)                                                                          |
| mars 1993                                | mars 2014 | Jean-Pierre Florentin | UMP          | Cadre commercial retraité Conseiller général du canton de Châtenois (depuis 1993) Président de la CC du Pays de Châtenois (jusqu'en 2014) |
| mars 2014                                | En cours  | Guy Sauvage           | DVD          | Commerçant |

### Budget et fiscalité 2023

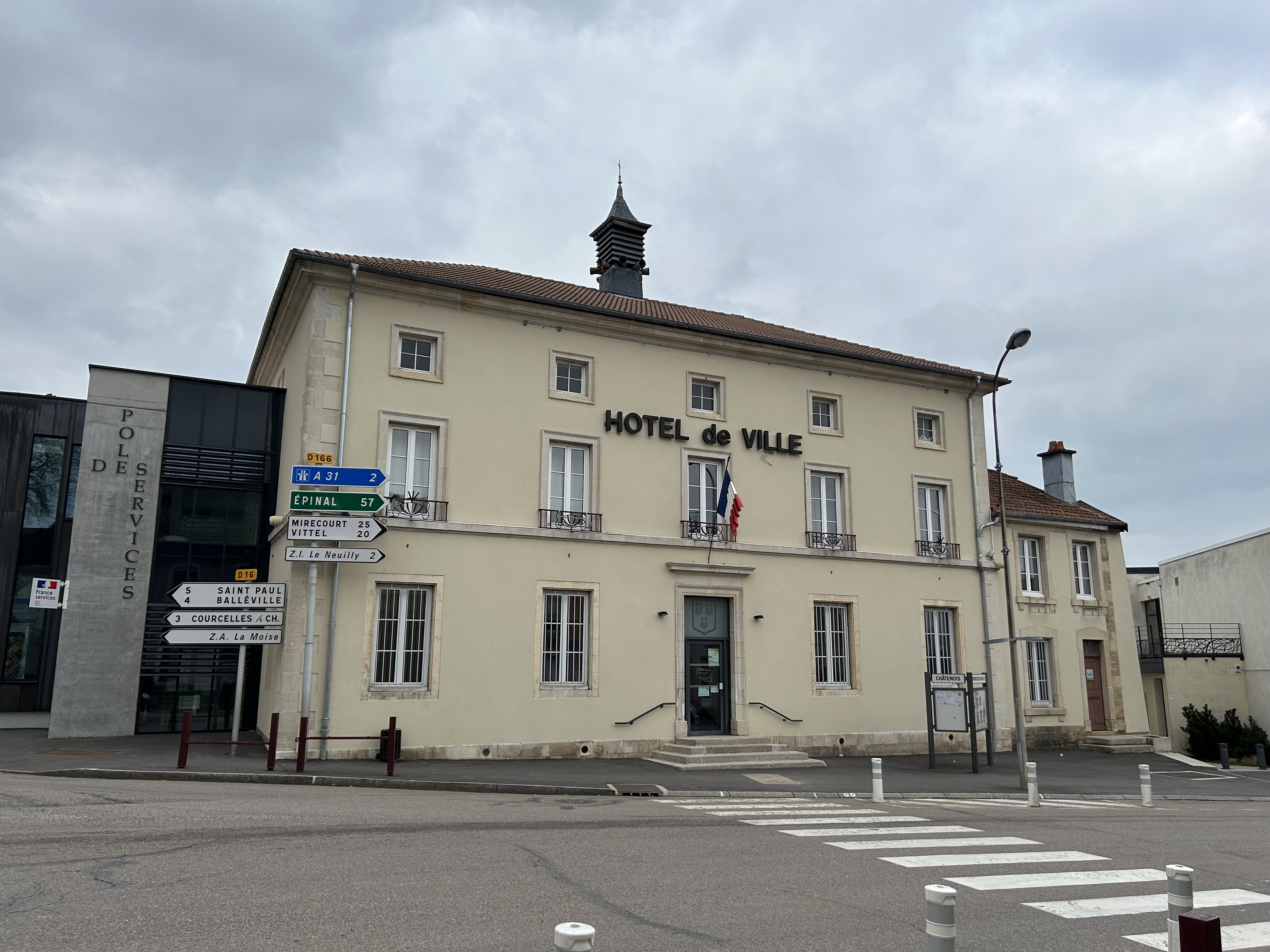
Hôtel de ville.

En 2023, le budget de la commune était constitué ainsi :
- total des produits de fonctionnement : 2 298 000 €, soit 1 317 € par habitant ;
- total des charges de fonctionnement : 1 869 000 €, soit 1 071 € par habitant ;
- total des ressources d'investissement : 1 169 000 €, soit 670 € par habitant ;
- total des emplois d'investissement : 890 000 €, soit 510 € par habitant ;
- endettement : 329 000 €, soit 189 € par habitant.

Avec les taux de fiscalité suivants :
- taxe d'habitation : 21,29 % ;
- taxe foncière sur les propriétés bâties : 41,31 % ;
- taxe foncière sur les propriétés non bâties : 28,19 % ;
- taxe additionnelle à la taxe foncière sur les propriétés non bâties : 0,00 % ;
- cotisation foncière des entreprises : 0,00 %.

Chiffres clés Revenus et pauvreté des ménages en 2021 : médiane en 2021 du revenu disponible, par unité de consommation : 20 120 €.

### Jumelages
- Heide (Allemagne) Schleswig-Holstein.

## Population et société

### Démographie

#### Évolution démographique
L'évolution du nombre d'habitants est connue à travers les recensements de la population effectués dans la commune depuis 1793. Pour les communes de moins de 10 000 habitants, une enquête de recensement portant sur toute la population est réalisée tous les cinq ans, les populations de référence des années intermédiaires étant quant à elles estimées par interpolation ou extrapolation. Pour la commune, le premier recensement exhaustif entrant dans le cadre du nouveau dispositif a été réalisé en 2006.

En 2022, la commune comptait 1 721 habitants, en évolution de +1 % par rapport à 2016 (Vosges : −2,96 %, France hors Mayotte : +2,11 %).
| 1793  | 1800  | 1806  | 1821  | 1831  | 1836  | 1841  | 1846  | 1856  |
| ----- | ----- | ----- | ----- | ----- | ----- | ----- | ----- | ----- |
| 1 122 | 1 379 | 1 424 | 1 395 | 1 547 | 1 568 | 1 598 | 1 634 | 1 448 |

| 1861  | 1866  | 1872  | 1876  | 1881  | 1886  | 1891  | 1896  | 1901  |
| ----- | ----- | ----- | ----- | ----- | ----- | ----- | ----- | ----- |
| 1 511 | 1 482 | 1 411 | 1 395 | 1 304 | 1 285 | 1 265 | 1 220 | 1 177 |

| 1906  | 1911  | 1921  | 1926  | 1931  | 1936 | 1946 | 1954 | 1962  |
| ----- | ----- | ----- | ----- | ----- | ---- | ---- | ---- | ----- |
| 1 204 | 1 201 | 1 037 | 1 050 | 1 048 | 958  | 843  | 815  | 1 014 |

| 1968  | 1975  | 1982  | 1990  | 1999  | 2006  | 2011  | 2016  | 2021  |
| ----- | ----- | ----- | ----- | ----- | ----- | ----- | ----- | ----- |
| 1 591 | 2 110 | 2 237 | 2 065 | 1 906 | 1 792 | 1 764 | 1 704 | 1 720 |

| 2022  | - | - | - | - | - | - | - | - |
| ----- | - | - | - | - | - | - | - | - |
| 1 721 | - | - | - | - | - | - | - | - |

### Enseignement
Établissements d'enseignements :
- École maternelle (Jean Virot) et école primaire.
- Collèges.
- Lycées à Neufchâteau, Contrexéville.

### Santé
Professionnels et établissements de santé :
- Médecins à Châtenois, Gironcourt-sur-Vraine, Bulgnéville, Neufchâteau,
- Pharmacies à Châtenois, Bulgnéville, Neufchâteau,
- Hôpitaux à Neufchâteau, Vittel, Mirecourt

### Cultes
- Culte catholique, Paroisse Saint-Jean-Baptiste-au-Pays-de-Châtenois[39], Diocèse de Saint-Dié.

### Manifestations culturelles et festivités
La traditionnelle fête du pâté lorrain se tient chaque année à Pâques, et se conclut par l'élection du meilleur pâté. Il y a à cette période de l'année une grande foire toujours très populaire, accompagnée par un grand nombre de manèges, tout ceci occupant une grande place au sein de la commune.

## Économie

### Entreprises et commerces
Industrie fabrication/logistique
• Jacky Perrenot (Transport)
• TRS (Transport)
• Guisnel Distribution (Transport)
• Société Vosgienne de Conserves SA (Conserverie)
• RollPack (Imprimeur)
• Déchetterie du Pays de Châtenois 
• WM88 (fabricant de cuisine et salle de bain)
• Girev (recyclage du verre)
• INRR (Réparation de palettes)
• Rémy Boulanger (TP)
• SLO Select Occas (Location de matériel)
• Siège d'Art Français (Fabricant de sièges)
• DSM (Découpe cartons)
• Vi2fois (Centre de recyclage)
• Veolia 
• Poirson (Chauffagiste)

#### Agriculture
- GAEC Ferme des Louvieres
- EARL ES de Châtenois
- Lassaux Sylviculture
- Et d'autres implantés sur la commune

#### Tourisme
- Studio Loft Bar (Bar)
- Casti (Bar)
- Seven (Restauration traditionnelle)
- Pizzaoil (Restauration traditionnelle/pizzeria)
- Lou R Traiteur (Traiteur)
- El Patron (Bar)
- Le Moulin Des Moines (Hébergement/Camping)
- Eren Kebab (Restauration rapide)
- Ege Kebab Tacos (Restauration rapide)
- 4H10 (Salon de Thé)

#### Commerces
Supermarché
• U Express
• Aldi
• Point Vert
Boulangerie
• L'Atelier Du Pain
• Boulangerie Devillard
Bureau de tabac
• Algul Tabac
Fleuriste
• Si Joliment Dit
• Mary Création 
Auto-Ecole
• CL2S
Pharmacie
• Pharmacie Castinetum
Prêt à porter
• Sergio Giovanni
Soin et Bien être
• Line & R (coiffeur)
• Beauté Féline (Manucure)
• Ombre & Hair (Coiffeur)
• Ciseaux Dorés (Coiffeur)
• Salon Nadine (Coiffeur)
• R'Eikilibre (Massage)
• EasyNails (Manucure)
• Functional-Fitness SNAGA (salle de sport)
Garage Automobile/Poids lourd/Moto
• Gilbert (Renault, Citroën, Peugeot)
• Greg Auto
• Zone Rouge (vente et garage moto/quad)
• PL Listar (poid lourd)

Autres Commerces
• Magasin d'usine WM88 (vente cuisine et salle de bain)
• Parapharmacie Weed Paradise 

## Culture locale et patrimoine

### Lieux et monuments

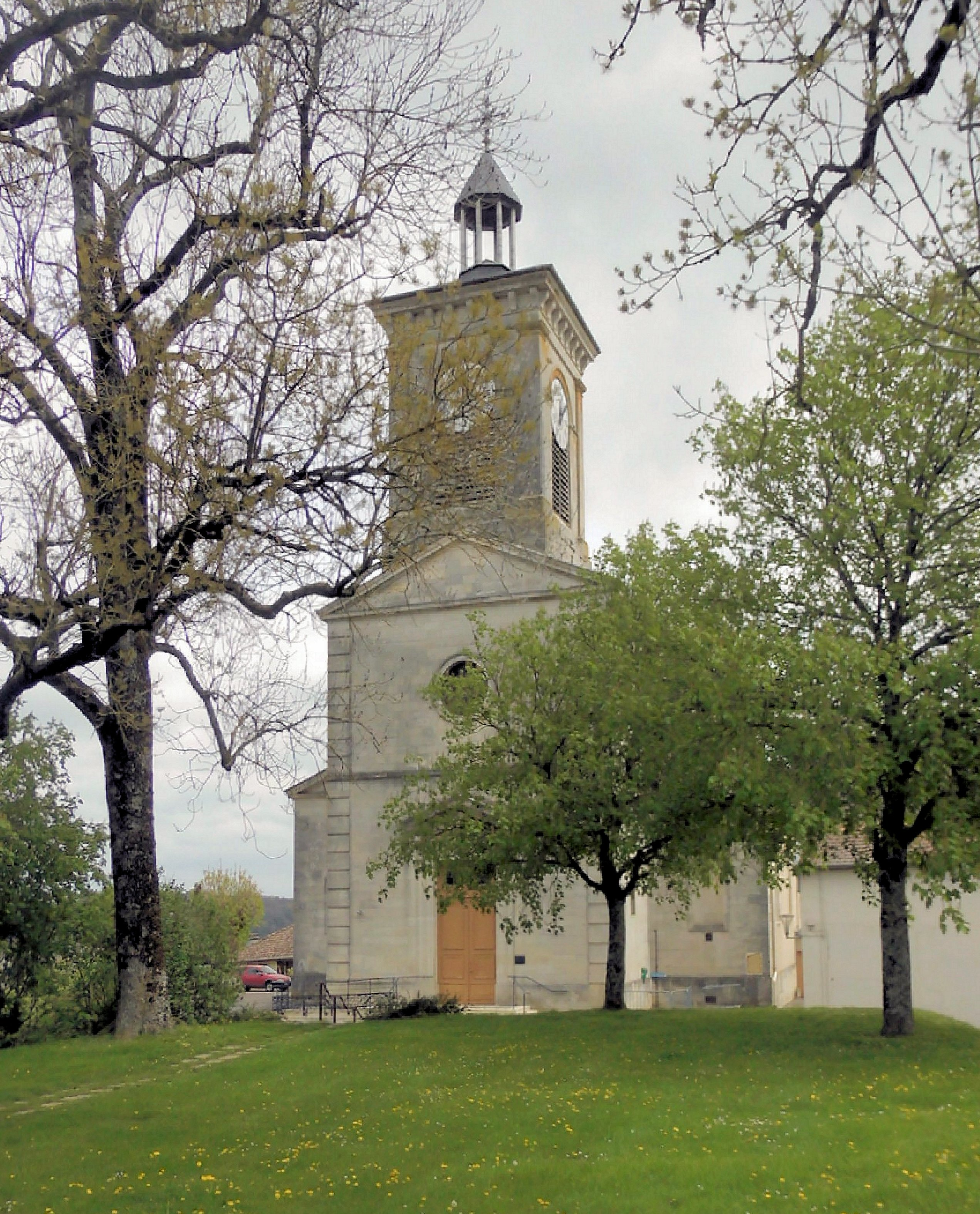
L'église Saint-Pierre de Châtenois.
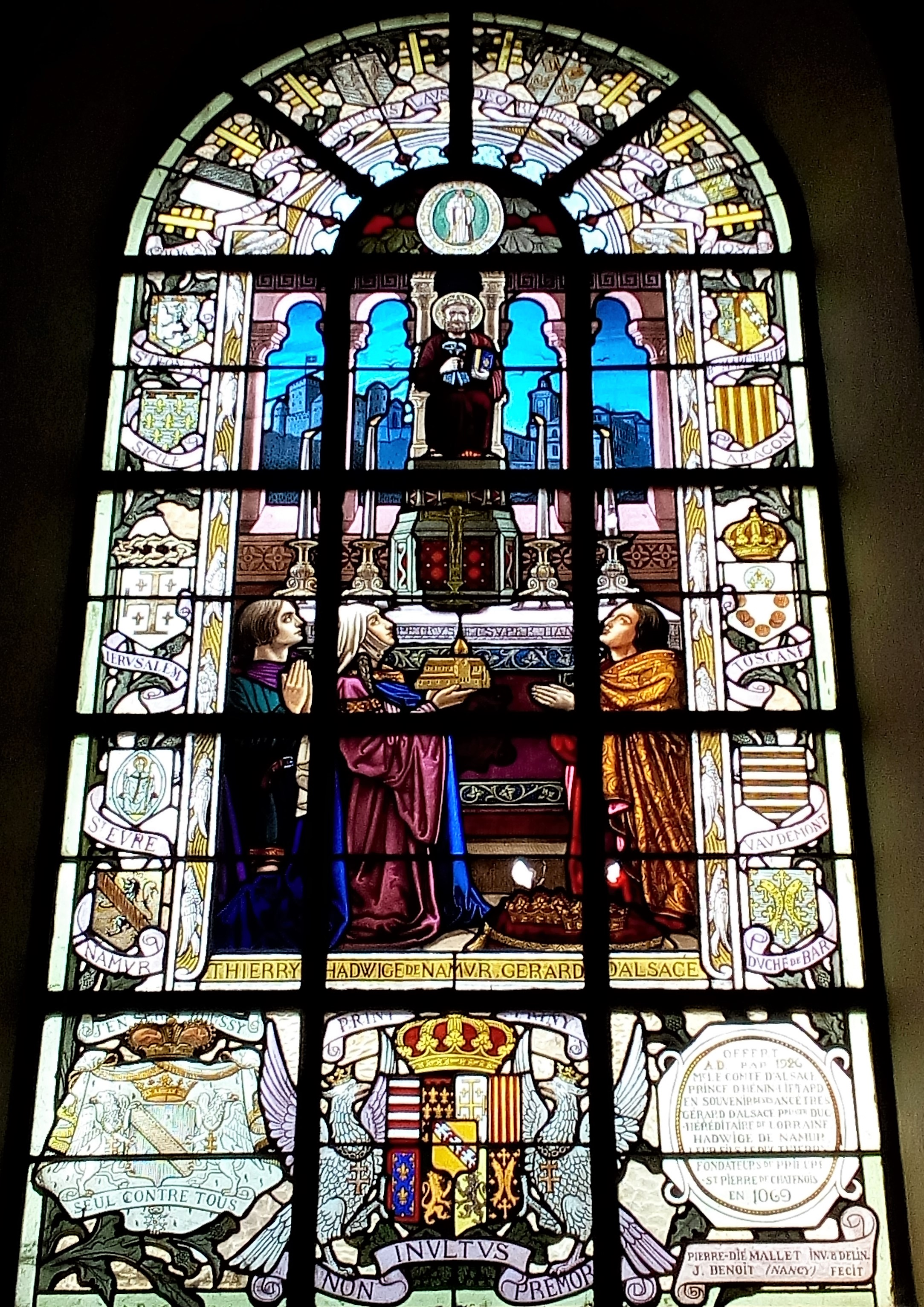
Vitrail offert en 1926 au prieuré de Châtenois par le prince d'Hénin-Liétard pour commémorer sa fondation par les premiers ducs de Lorraine.
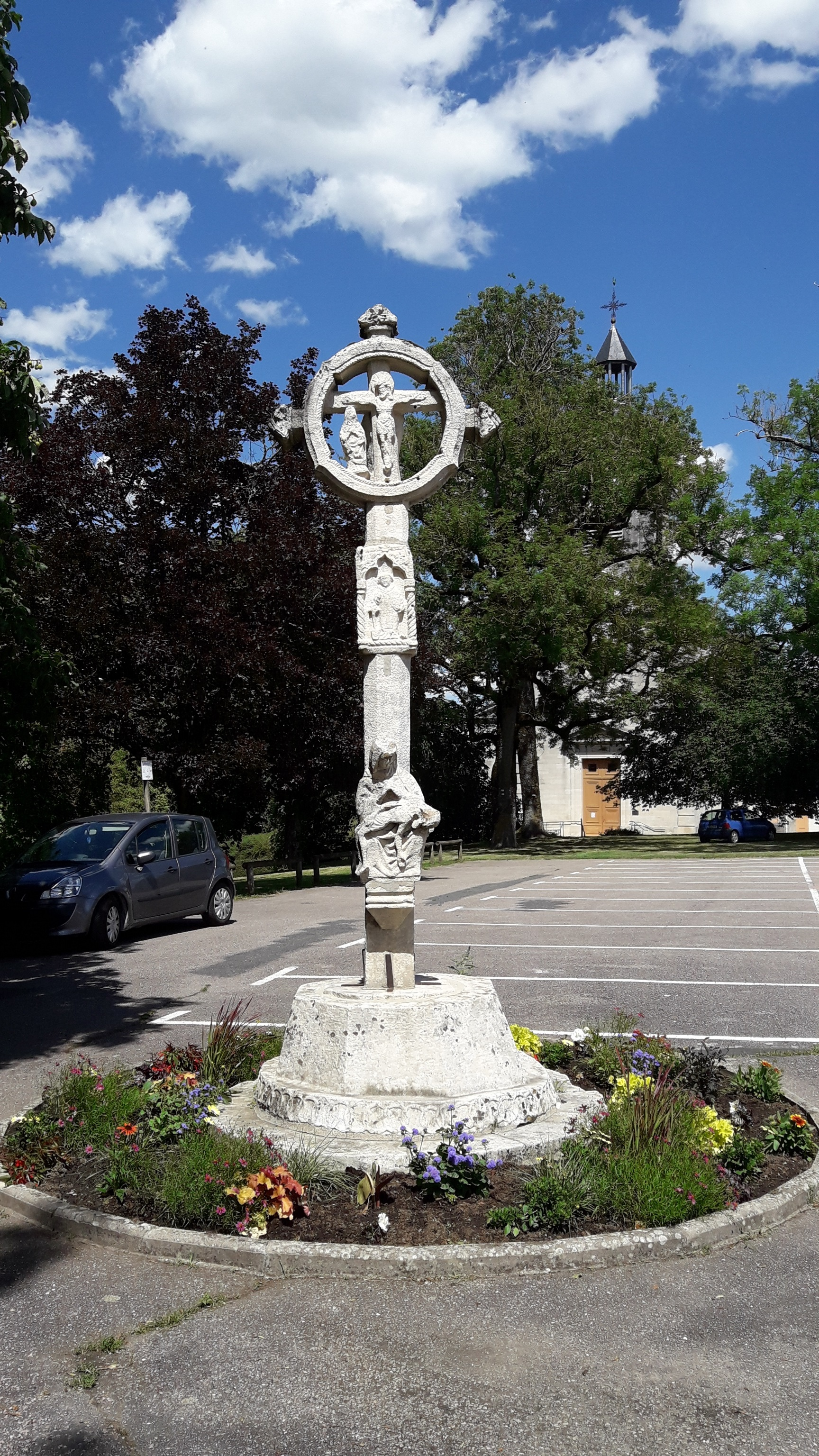
Croix du Vieux Bourg.
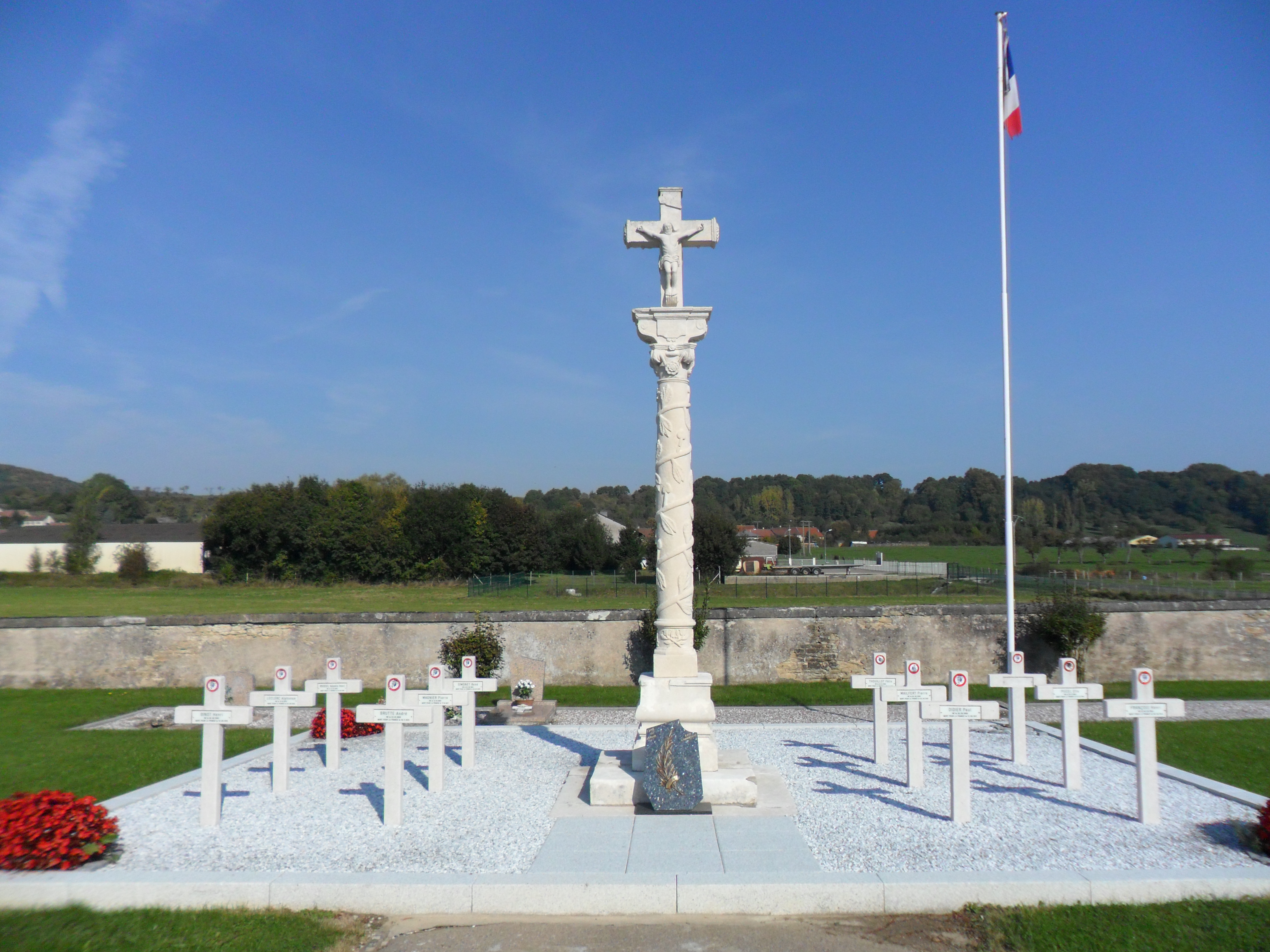
Croix de cimetière.

- La ville de Châtenois est également reconnue pour ses monuments anciens (datant essentiellement du XVIIIe siècle) dont le prieuré bénédictin fondé en 1069.
- Église Saint-Pierre[40].

L'orgue de tribune de l'église Saint-Pierre transféré de Domremy provenait du petit séminaire d'Autrey,,.
Patrimoine mobilier.
* statue Saint Antoine.
* lambris de revêtement.
- La croix du vieux cimetière dite croix du vieux bourg du XVe siècle[47], située devant l'église, classée au titre des monuments historiques par arrêté du 3 juin 1908[48].
- La croix de chemin dite croix de Mannecourt de 1554, située rue Pierre de Coubertin, classée au titre des monuments historiques par arrêté du 3 juin 1908[49].
- La croix de village dite croix Le Breuil de 1746[50], située rue du Breuil, classée au titre des monuments historiques par arrêté du 23 juillet 1909[51].
- Ces trois croix, ainsi que deux autres, sont décrites en détails dans un article de l'abbé Chapelier[52].
- Monument aux morts[53] : Conflits commémorés : Guerre franco-allemande de 1914-1918[54] - 1939-1945.

Monuments commémoratifs.

### Personnalités liées à la commune
- Anne Français (1909-1995), artiste peintre, créatrice du « ionnisme » en art, née à Châtenois[56] où elle repose. De nombreux musées, le Palais du Luxembourg à Paris et la mairie de Châtenois possèdent certaines de ses œuvres.
- Médaillés de Sainte-Hélène[57].

### Héraldique
| Blason | Blasonnement : De gueules aux trois têtes de loup en rencontre arrachées d'or. Commentaires : Ce sont les armes d'une famille Châtenoy, d'ancienne chevalerie, "éteinte depuis fort longtemps" déjà au XVIIe siècle. En 1608, la ville était représentée par un écu de gueules au pal d'or chargé de trois raisins de pourpre, mais le blason actuel est attesté en 1845 par Lepage et Charton. |